# 호족 (후삼국 시대)
호족(豪族)은 신라 말 고려 초 지방에서 재산이 많은 세력자 및 그 일족을 가리키며, 토호(土豪)라고도 한다.

## 신라 시기
농민 봉기를 배경으로 각처에서 일어나 중앙 정부의 통제에서 벗어나면서 독립적인 세력으로 성장한다. 호족은 지방에서 세력을 키운 몰락한 중앙 귀족, 무역에 종사하며 재력과 무력을 모은 세력, 군진 세력, 지방 토착의 촌주(村主) 출신 등이었다. 이들은 근거지에 성을 쌓고 군대를 보유하여 스스로 성주 혹은 장군이라 일컬으며, 그 지방의 행정권과 군사권을 장악하였을 뿐 아니라 경제적 지배력도 행사하였다.
신라 때의 호족 세력은 당나라에서 유학하고 돌아온 6두품 출신 학자의 지지를 받았는데, 당시 6두품 출신은 진골 귀족이 중앙 관제를 장악하고 있어서 관직에 진출할 수 없게 되자 지방 호족과 연계하여 골품제를 비판하는 등 사회 개혁을 추구하며, 후삼국을 형성할 때 사상적, 정치적 기반이 되었다.
호족의 특징으로서는 (1) 무엇보다도 토착적 성격에 있으며, (2) 광대한 사유지를 소유하고, (3) 중앙의 귀족으로부터 때로는 멸시를 받기도 하였으나, (4) 그 지방에서는 일반 주민들로부터 혈통상 존중되기도 하던 지방 귀족이기도 하였다. 한국에서는 국토가 확대되었음에도 국도(國都)가 남쪽 끝에 편재하여 국가의 권력이 전국 깊숙이 미치지 못한 신라 후기에 호족 세력이 곳곳에 대두하여 정부 권력을 크게 잠식하였고, 고려 태조 왕건은 후삼국의 통일 과정에서 이들 호족 세력을 회유하는 등 교묘히 다루었다. 호족에 대한 정책으로 혼인 정책과 왕씨 성 하사, 출신 지역을 지배하게 하는 사심관 제도와 호족의 자제를 인질로 잡는 기인 제도를 실시하기도 했다.

## 고려 시기
고려 건국 이후에는 918년부터 977년까지 주도권을 잡았다.
태조의 정비(正妃) 6명과 기타 부인 23명 등 29명은 모두 태조가 지방의 호족, 공신(功臣)·귀화 귀족(歸化貴族) 등과 유대를 맺기 위한 혼인 정책에 따라 취한 그들의 딸들로 이 가운데 경주의 평준, 합주의 이원, 춘주의 왕유, 서경의 김행파, 신주의 강기주 등 유력한 호족들이 그들의 딸을 태조에게 바쳐 세력보전을 꾀하였는데, 특히 서경의 김행파는 두 딸을 혜종과 정종에게 바쳐 중복된 외척 관계를 맺기도 하였다. 태조는 또한 지방 호족을 회유하여 그들에게 중앙관직의 위계(位階)와 똑같은 명칭의 향직위(鄕職位)를 주고, 중앙 정부를 축소한 듯한 조직을 갖게 하여 지방 자치를 맡게 하는 한편, ‘기인(其人)’이라 하여 호족의 자제를 인질로 선상(選上)케 하여 그 세력을 견제하였다. 고려 시대의 호족 세력은 왕권 강화 정책을 편 고려 광종 때부터 약화되어 갔으며 고려 경종 친정 후에는 문벌귀족에 흡수되거나 일부는 주도권을 빼앗기고 몰락하여 향리 계층이 되었다.